# Rohinton Noble
Rohinton Rustomji Noble (ur. w 1926 lub 1927, zm. 17 czerwca 1975) – indyjski kolarz torowy, uczestnik Letnich Igrzysk Olimpijskich 1948.
W Londynie startował w dwóch konkurencjach: w wyścigu na 1 km ze startu zatrzymanego oraz w wyścigu na 4 km drużynowo (na dochodzenie). W tej pierwszej konkurencji, uplasował się na 19. miejscu, zaś w tej drugiej odpadł w eliminacjach.